# Тибал Панонски
Свети мученик Тибал је хришћански светитељ. Пореклом је из Паноније. За време владавине цара Диоклецијана је страшно мучен за веру Христову, и пострадо у месту Цибалу.
Српска православна црква слави га 28. априла по црквеном, а 11. маја по грегоријанском календару.